# Colmar Grünhagen
Colmar Grünhagen (ur. 2 kwietnia 1828 w Trzebnicy, zm. 27 lipca 1911 we Wrocławiu) – niemiecki historyk Śląska, archiwista.

## Życiorys
Urodził się w Trzebnicy i dorastał we Wrocławiu. Uczył się w renomowanych gimnazjach wrocławskich św. Elżbiety i Marii Magdaleny. Na uniwersytecie w Jenie, a potem w Berlinie studiował filologię klasyczną i historię średniowiecza. Od 1850 ponownie we Wrocławiu, ostatecznie doktorat uzyskał w grudniu 1850 w Halle. Od 1851 uczył we wrocławskich szkołach średnich, od 1855 privatdozent a od 1866 profesor Uniwersytetu Wrocławskiego. Wykładał historię i nauki pomocnicze. Od 1862 do 1901 zarządzał Śląskim Archiwum Prowincjonalnym, gdzie zastąpił Wilhelma Wattenbacha.
Publikował materiały źródłowe do historii Śląska w Scriptores rerum Silesiacarum i Codex diplomaticus Silesiae wydawanych od 1870 oraz w Regesta episcopatus Vratislaviensis (1864). W latach 1884–1886 wydał również dwutomową pracę Geschichte Schlesiens.
Przyjaźnił się z Augustem Mosbachem.

## Publikacje
- Breslau unter den Piasten als Deutsches Gemeinwesen. Max, Wrocław, 1861
- Aus dem Sagenkreise Friedrich des Großen. Wrocław, 1864
- współautor Georg Korn: Regesta episcopatus Vratislaviensis. Band 1: Bis zum Jahre 1302. Hirt, Wrocław, 1864
- współautor Wilhelm Wattenbach: Registrum St. Wenceslai. Max, Wrocław, 1865
- Ueber Städtechroniken und deren zweckmäßige Förderung durch die Communalbehörden mit besonderer Rücksicht auf Schlesien. Maruschke & Berendt, Wrocław, 1865
- Breslau nach der preußischen Besitzergreifung. Mittler, Berlin 1867
- Regesten zur schlesischen Geschichte. Max, Breslau 1868–1923; Band 1: Bis zum Jahre 1250. 1868; Band 2: Bis zum Jahre 1280. 1875; Band 3: Bis zum Jahre 1300. 1886; Band 4: 1301/15. 1892; Band 5: 1316/26. 1898; Band 6: 1327/33. 1903 (od tomu 4 razem z Konradem Wutke)
- Urkunden der Stadt Brieg. Max, Wrocław, 1870
- Geschichtsquellen der Hussitenkriege. Max, Wrocław, 1871
- Die Hussitenkämpfe der Schlesier 1420–1435. Hirt, Wrocław, 1872
- Wegweiser durch die schlesischen Geschichtsquellen bis zum Jahre 1550. Max, Wrocław, 1876; 2. Auflage, 1889
- Zerboni und Held in ihren Konflikten mit der Staatsgewalt 1796–1802. F. Vahlen, Berlin 1897
- Schlesische Erinnerungen an Gustav Freytag. Gustav-Freytag-Gesellschaft, Kluczbork, 1910